# لويس كارلوس
لويس كارلوس (13 أغسطس 1971 في البرازيل – )؛ هو لاعب كرة قدم سابق كان يلعب كمدافع.

## وصلات خارجية
- لويس كارلوس على موقع رابطة كرة القدم اليابانية للمحترفين (اليابانية)
- لويس كارلوس على موقع قاعدة بيانات كرة القدم.إي يو (الإنجليزية)
- لويس كارلوس على موقع عالم كرة القدم.نت (الإنجليزية)